# The Punisher (игра, 2005)
The Punisher — компьютерная игра в жанре 3D-шутера от третьего лица, разработанная Volition, Inc. по мотивам комиксов издательства Marvel Comics об одноимённом персонаже. В основу сюжета игры легли сюжетные арки Welcome Back, Frank и Army of One, а также элементы полнометражного фильма 2004 года, но она разворачивается в отдельной и независимой от них вселенной. Карателя озвучил Томас Джейн, исполнявший роль Карателя в фильме.
Игра получила признание со стороны критиков и известна натуралистичными сценами насилия, из-за которых в разных регионах подверглась цензуре. Некоторые издания называют The Punisher одной из лучших супергеройских компьютерных игр.

## Игровой процесс
The Punisher является достаточно стандартным шутером, но обладает несколькими отличительными особенностями.
Игра изобилует сценами жестокости и нецензурной речью. Особенно жестокими являются сцены «допросов». Поймав бандита, Каратель может допросить его с целью получить ценную информацию, для чего допрашиваемого нужно напугать и продержать в таком состоянии некоторое время, пока он не «сломается». Допрос предоставляет четыре стандартных формы угрозы (избиение кулаком, избиение лицом об пол, удушение и угроза пристрелить), также на игровых уровнях имеются места т. н. «спецдопроса», в которых можно допросить противника с использованием подручных средств (вроде циркулярной пилы, аквариума с электрическими угрями, печи в крематории и т. д.). За успешный «допрос», Каратель награждается здоровьем и ценной информацией. В игре реализовано расчленение тел (конечности разлетаются на куски), кровь на полу и стенах (хлещущая из ран со временем исчезнет) и большинство трупов не исчезает.
Кроме самого Карателя в игре представлено ещё несколько известных героев вселенной Marvel: Железный человек, Ник Фьюри, Чёрная вдова, Сорвиголова, Меченый, Кингпин и Бушвокер.

## Сюжет

### Сцена после титров
Ещё живого Меченого на носилках заносят в машину скорой помощи. Наблюдая за этим, а затем и сбросив Меченого с носилок, Кингпин обещает убить Карателя собственными руками.

## Отзывы
| Сводный рейтинг       | Сводный рейтинг | Сводный рейтинг | Сводный рейтинг | Сводный рейтинг |
| Издание               | Оценка          | Оценка          | Оценка          | Оценка          |
| Издание               | PC              | PS2             | Xbox            | Мобильные       |
| --------------------- | --------------- | --------------- | --------------- | --------------- |
| GameRankings          | 66,94 %         | 72,47 %         | 73,11 %         | 46 %            |
| Metacritic            | 67/100          | 68/100          | 69/100          | N/A             |
| Иноязычные издания    |                 |                 |                 |                 |
| Издание               | Оценка          | Оценка          | Оценка          | Оценка          |
| Издание               | PC              | PS2             | Xbox            | Мобильные       |
| Edge                  | N/A             | N/A             | 5/10            | N/A             |
| EGM                   | N/A             | 6,83/10         | N/A             | N/A             |
| Eurogamer             | N/A             | 5/10            | N/A             | N/A             |
| Game Informer         | N/A             | N/A             | 7,5/10          | N/A             |
| GamePro               | N/A             | [ 13 ]          | N/A             | N/A             |
| GameRevolution        | N/A             | C               | C               | N/A             |
| GameSpot              | 6,5/10          | 6,6/10          | N/A             | 4,6/10          |
| GameSpy               | N/A             | [ 18 ]          | N/A             | N/A             |
| GameZone              | 6,5/10          | 8,5/10          | 7,5/10          | N/A             |
| IGN                   | N/A             | 8/10            | N/A             | N/A             |
| OPM                   | N/A             | [ 23 ]          | N/A             | N/A             |
| OXM                   | N/A             | N/A             | 6,8/10          | N/A             |
| PC Gamer (US)         | 66 %            | N/A             | N/A             | N/A             |
| Detroit Free Press    | N/A             | N/A             | [ 26 ]          | N/A             |
| Maxim                 | 10/10           | 10/10           | 10/10           | N/A             |
| Русскоязычные издания |                 |                 |                 |                 |
| Издание               | Оценка          | Оценка          | Оценка          | Оценка          |
| Издание               | PC              | PS2             | Xbox            | Мобильные       |
| «Игромания»           | 7,0/10          | N/A             | N/A             | N/A             |